# Cyanopepla bivulnerata
Cyanopepla bivulnerata là một loài bướm đêm thuộc phân họ Arctiinae, họ Erebidae.